# ГЕС Сояма/Шін-Сояма
ГЕС Сояма/Шін-Сояма (祖山発電所/新祖山発電所) – гідроелектростанція в Японії на острові Хонсю. Знаходячись між ГЕС Охара/Шін-Охара (вище по течії) та ГЕС Комакі, входить до складу каскаду на річці Shō, яка на захід від міста Тояма впадає до затоки Тояма (Японське море). 

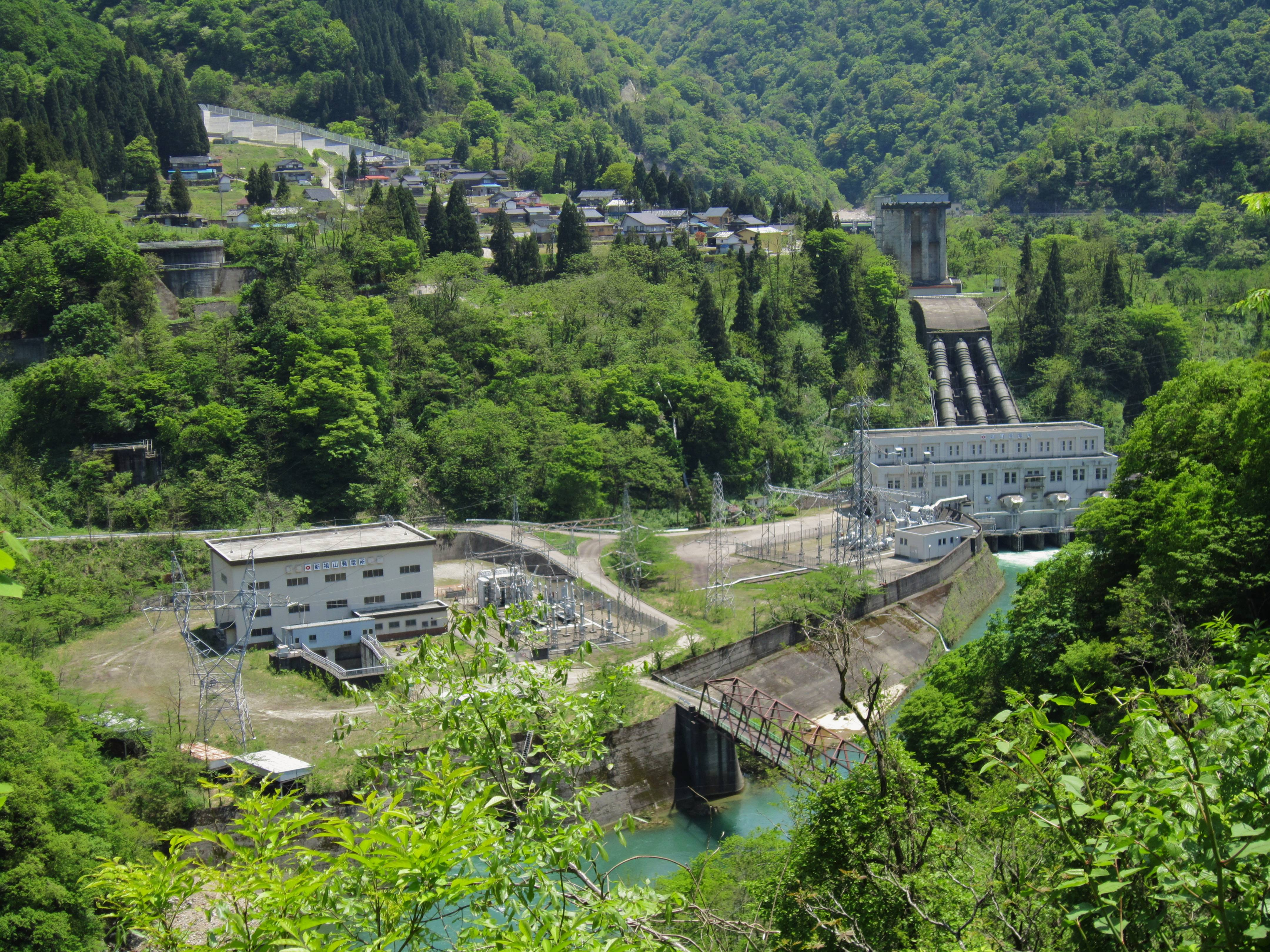
Сучасний вигляд двох машинних залів

В межах гідрокомплексу працюють два машинні зали, котрі живляться від однієї й тієї ж греблі Сояма. Ця бетонна гравітаційна споруда, яка має висоту 73 метра та довжину 132 метра, потребувала 146 тис м3 матеріалу. Вона утримує водосховище з площею поверхні 1,42 км2 і об’ємом 33,9 млн м3, з яких до корисного об’єму відносяться 9,2 млн м3.

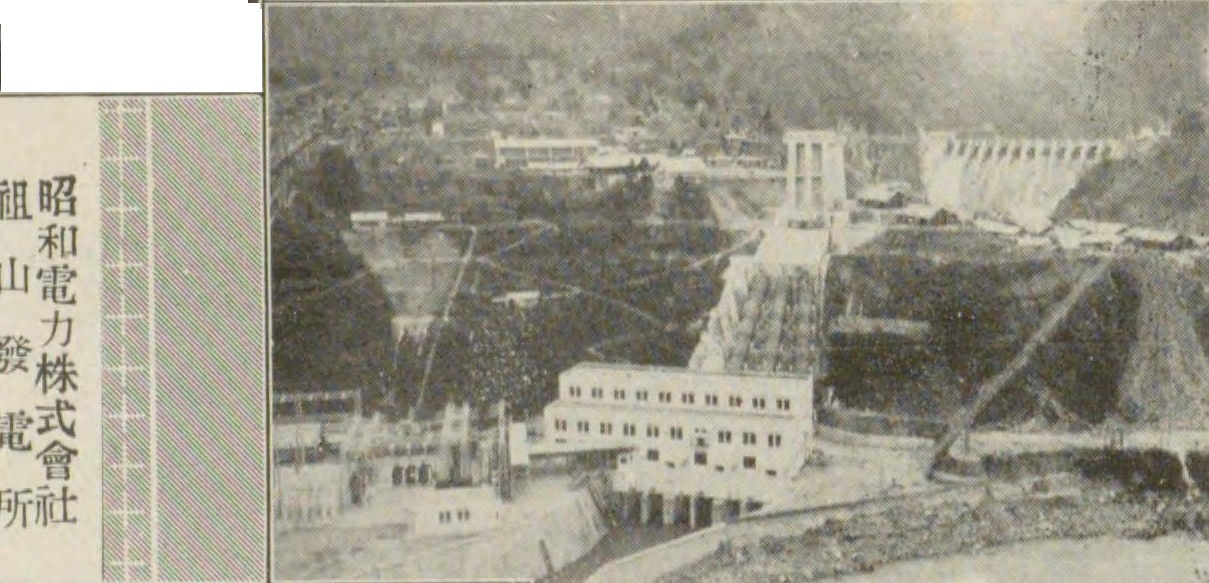
Машинний зал Сояма, введений в експлуатацію у 1930 році

Обидва машинні зали розташовані на правому березі Shō дещо нижче від греблі. Зал Сояма живиться через тунель довжиною 0,5 км з діаметром 5,7 метра, який переходить у три напірні водоводи довжиною по 0,1 км зі спадаючим діаметром від 4,1 до 3 метра. На нього також працює вирівнювальний резервуар висотою 32 метра з діаметром 16 метрів. Запущений на три з половиною десятки років пізніше зал Шін-Сояма отримує воду через тунель довжиною 0,7 км з діаметром 6,5 метра, який переходить у напірний водовід довжиною 0,12 км зі спадаючим діаметром від 5,5 до 4,5 метра. У цій системі працює вирівнювальний резервуар висотою 20 метрів з діаметром 22 метра.
У першому залі працюють три турбіни типу Френсіс загальною потужністю 56,1 МВт (номінальна потужність станції Сояма рахується як 54,3 МВт), котрі використовують напір у 67 метрів. Другий зал обладнали однією турбіною типу Френсіс потужністю 72 МВт (номінальна потужність станції Шін-Сояма рахується як 68 МВт), яка використовує напір у 66 метрів.
Відпрацьована станцією Сояма вода повертається у річку по відвідному каналу довжиною 0,18 км та шириною 32 метра. До нього ж на завершальному етапі надходить вода із залу Шін-Сояма.